# Thaspium pinnatifidum
Thaspium pinnatifidum är en flockblommig växtart som först beskrevs av Samuel Botsford Buckley, och fick sitt nu gällande namn av Asa Gray. Thaspium pinnatifidum ingår i släktet Thaspium och familjen flockblommiga växter. Inga underarter finns listade i Catalogue of Life.